# Айдар-Миколаївка
Айда́р-Микола́ївка — село в Україні, у Новоайдарській селищній громаді Щастинського району Луганської області. Населення становить 1067 осіб.
Поблизу села на високому правому березі річки Айдар знаходиться геологічна пам'ятка природи місцевого значення — Баранячі лоби. Унікальні скельні відслонення мергелю кампанського ярусу пізньої крейди заввишки 50 м.

## Населення
За даними перепису 2001 року населення села становило 1067 осіб, з них 20,24% зазначили рідною українську мову, 79,57% — російську, а 0,19 — іншу.

У селі народилась Ганна Лісє́єнкова, українська волейболістка.

## Світлини

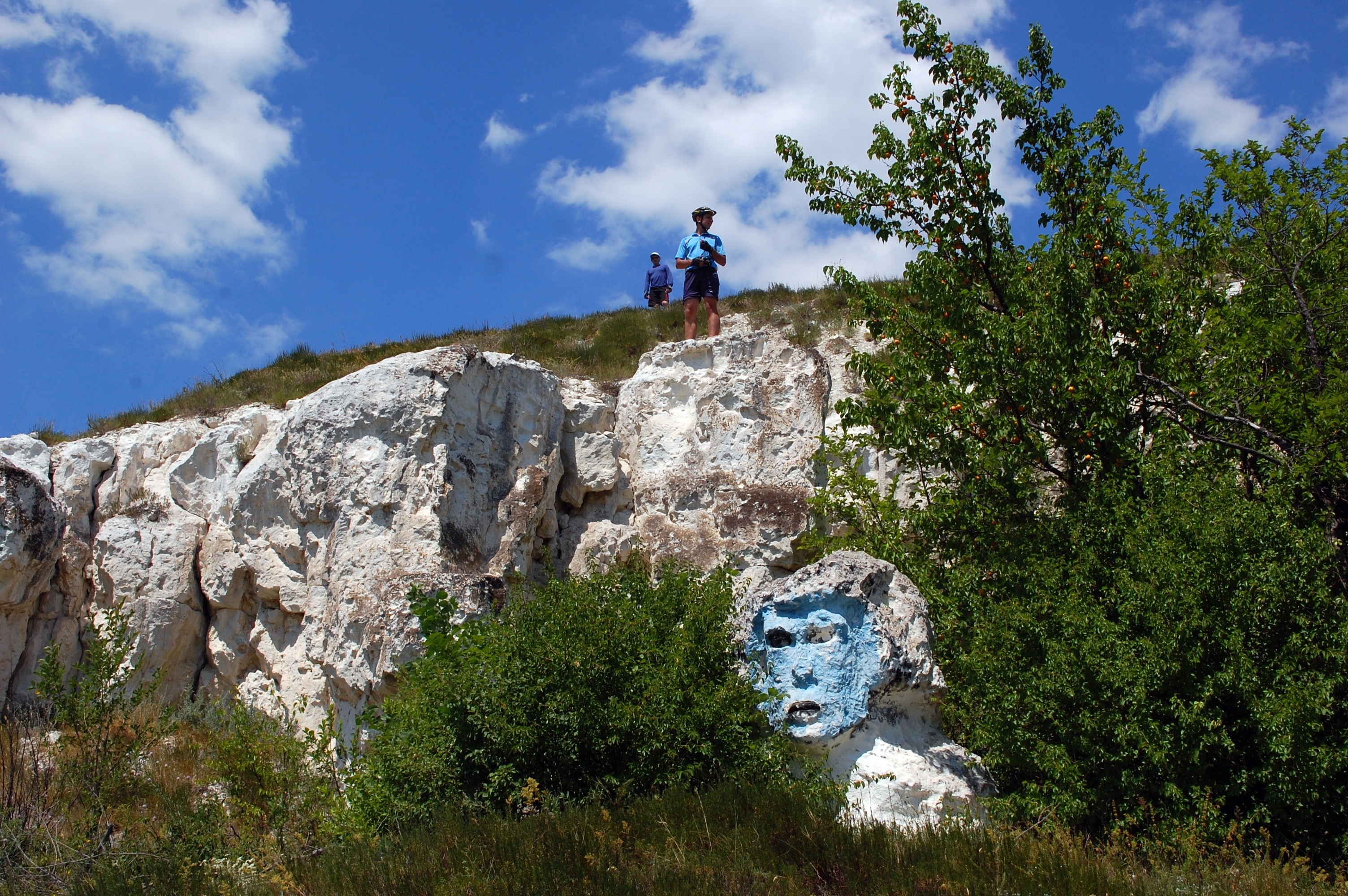
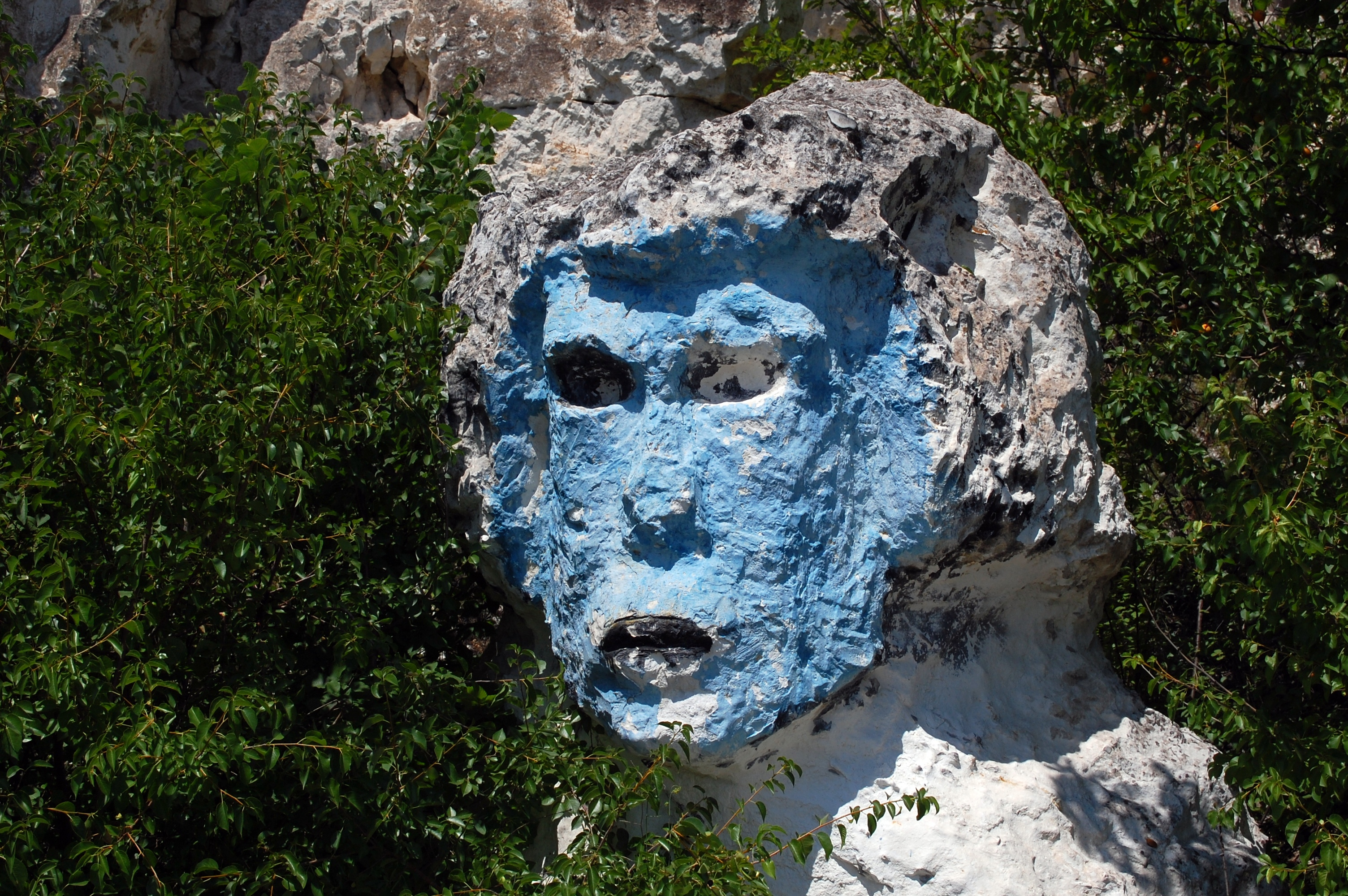
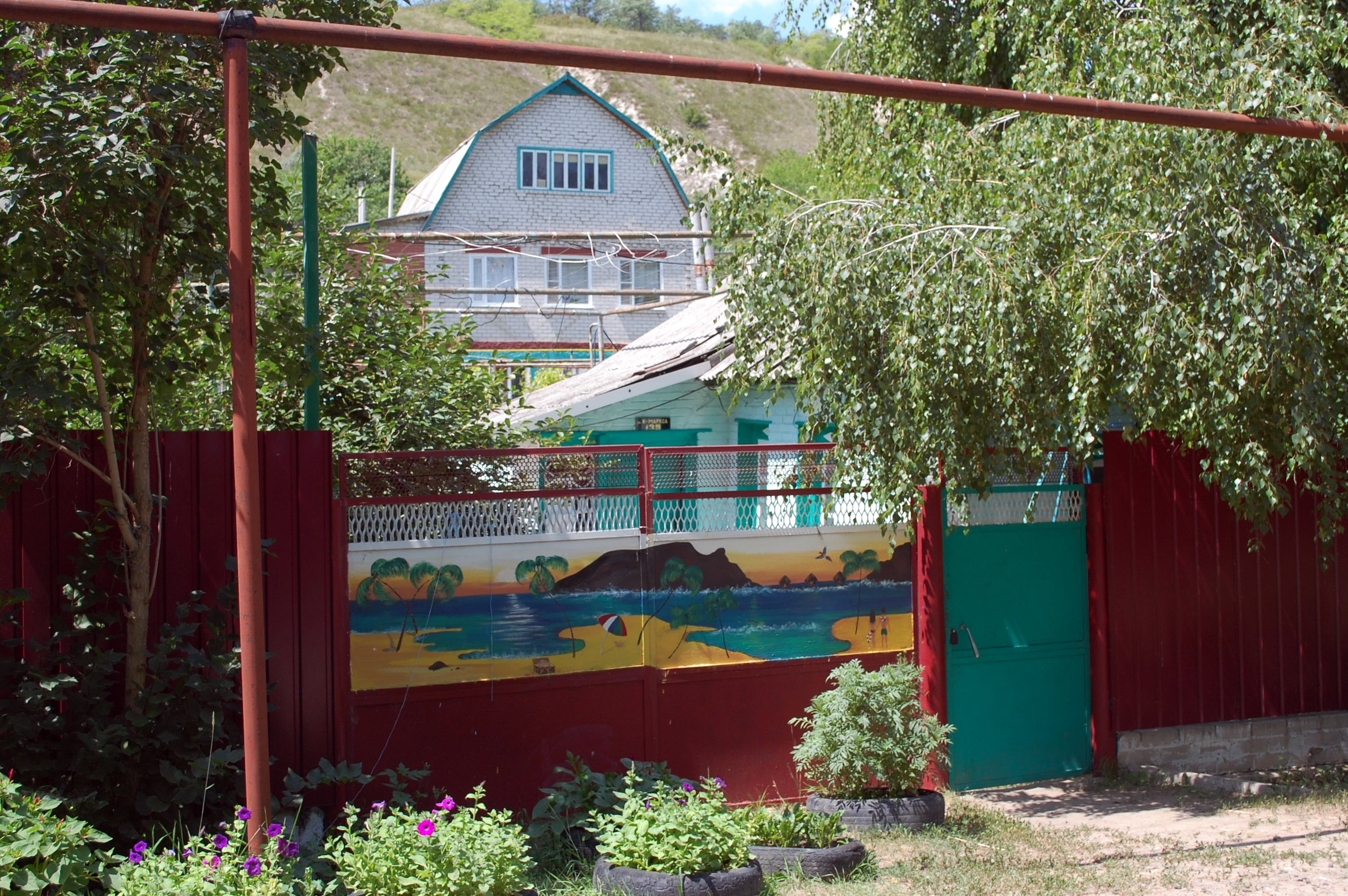
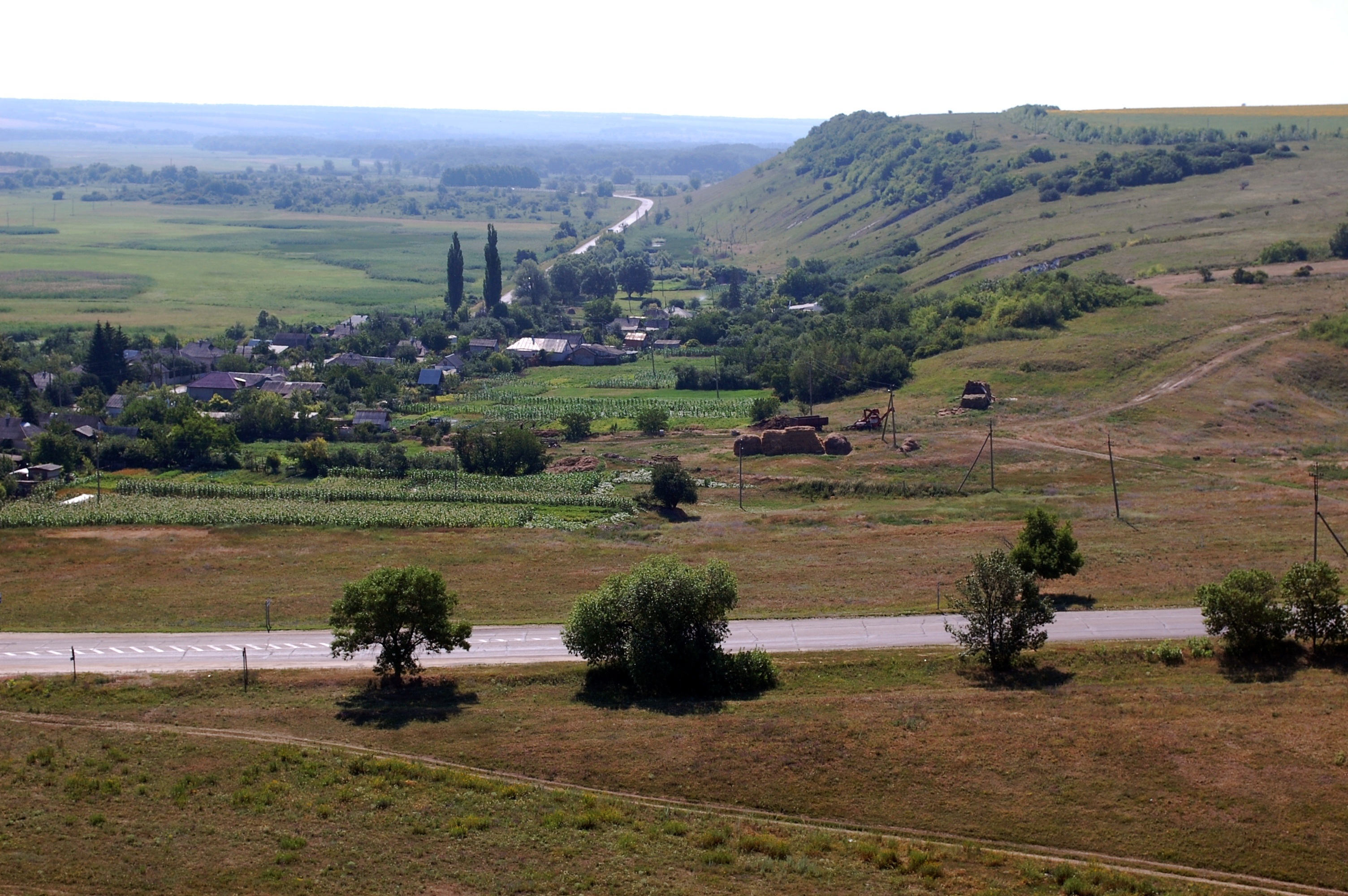
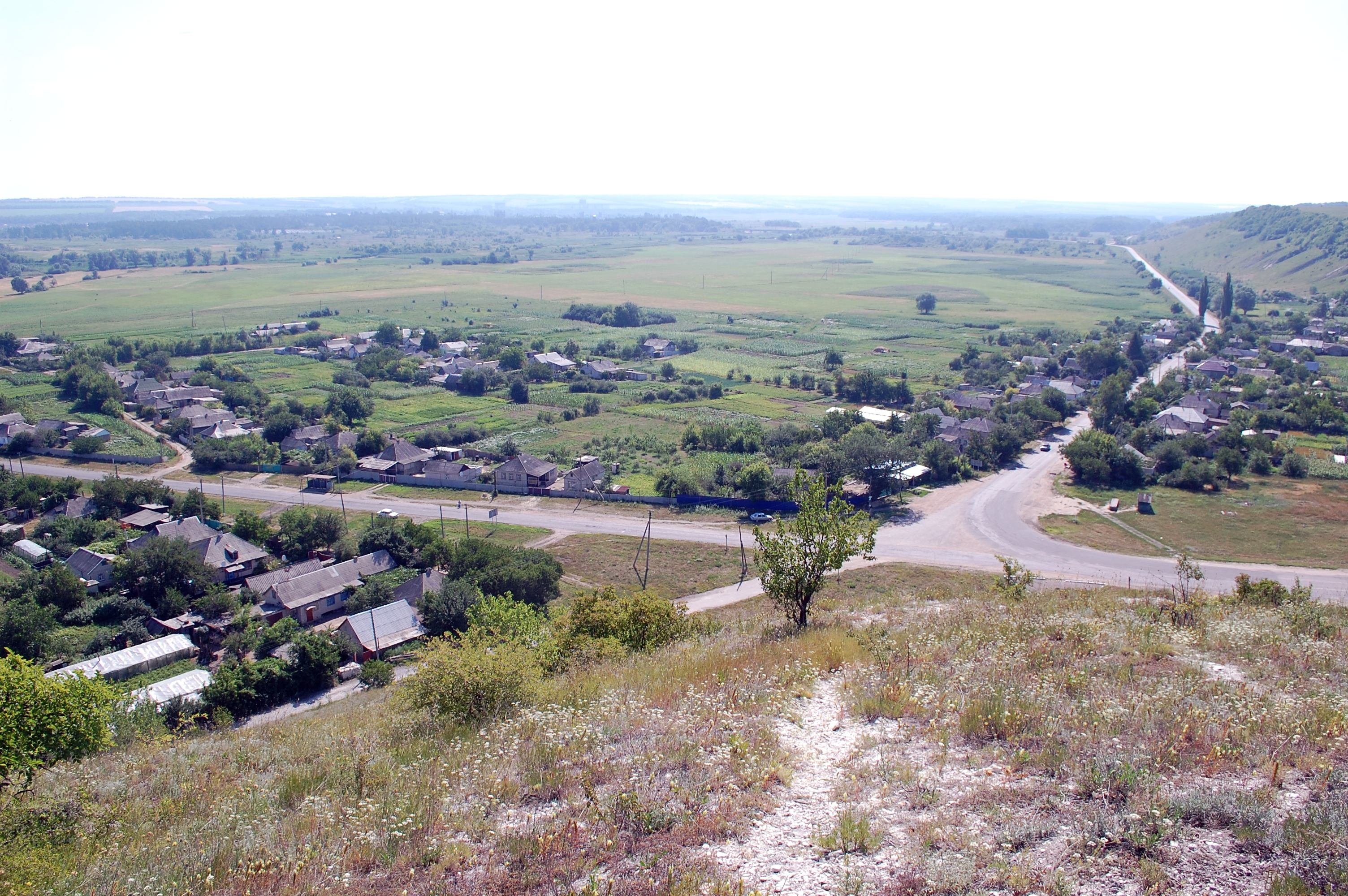
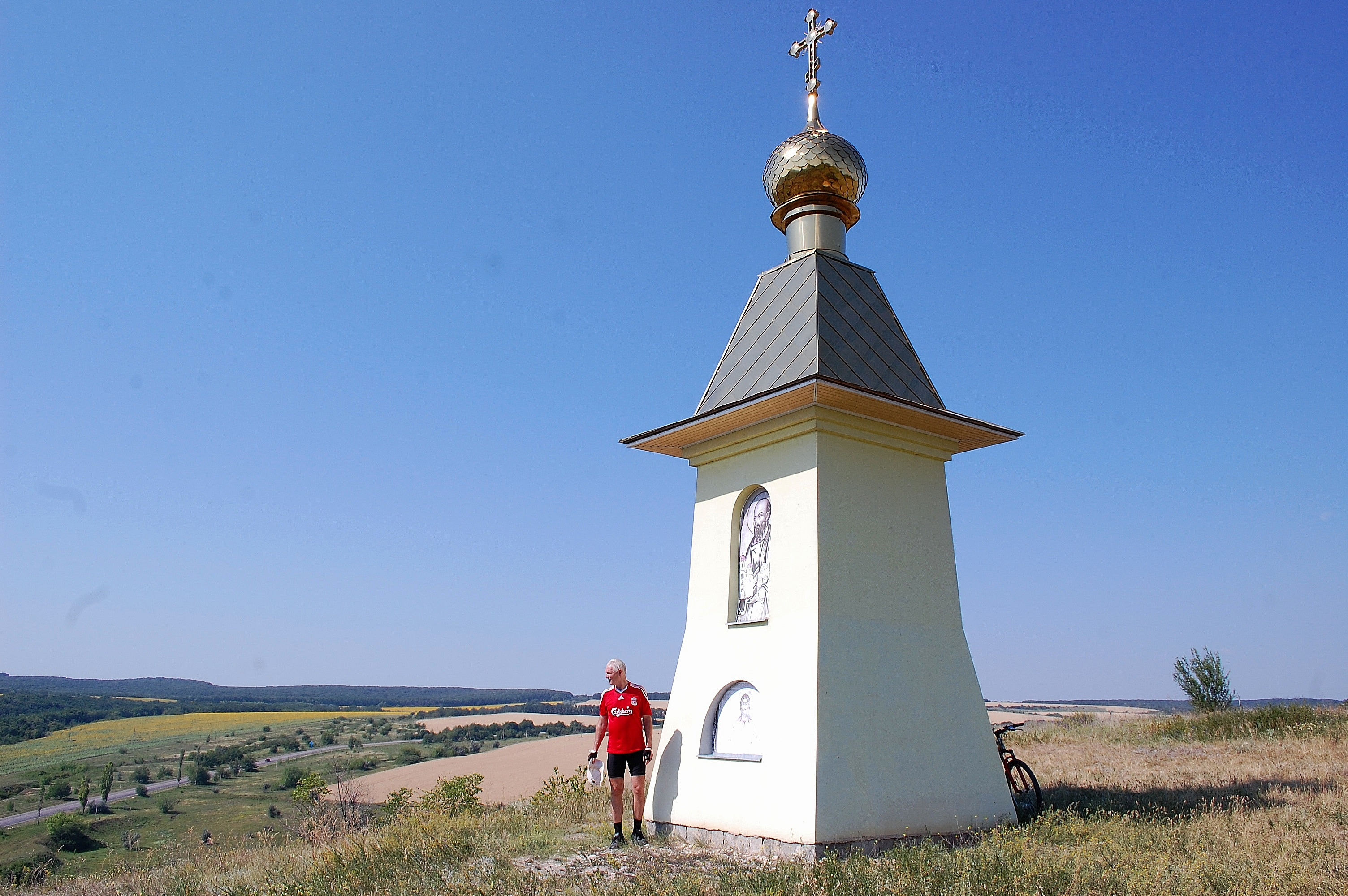
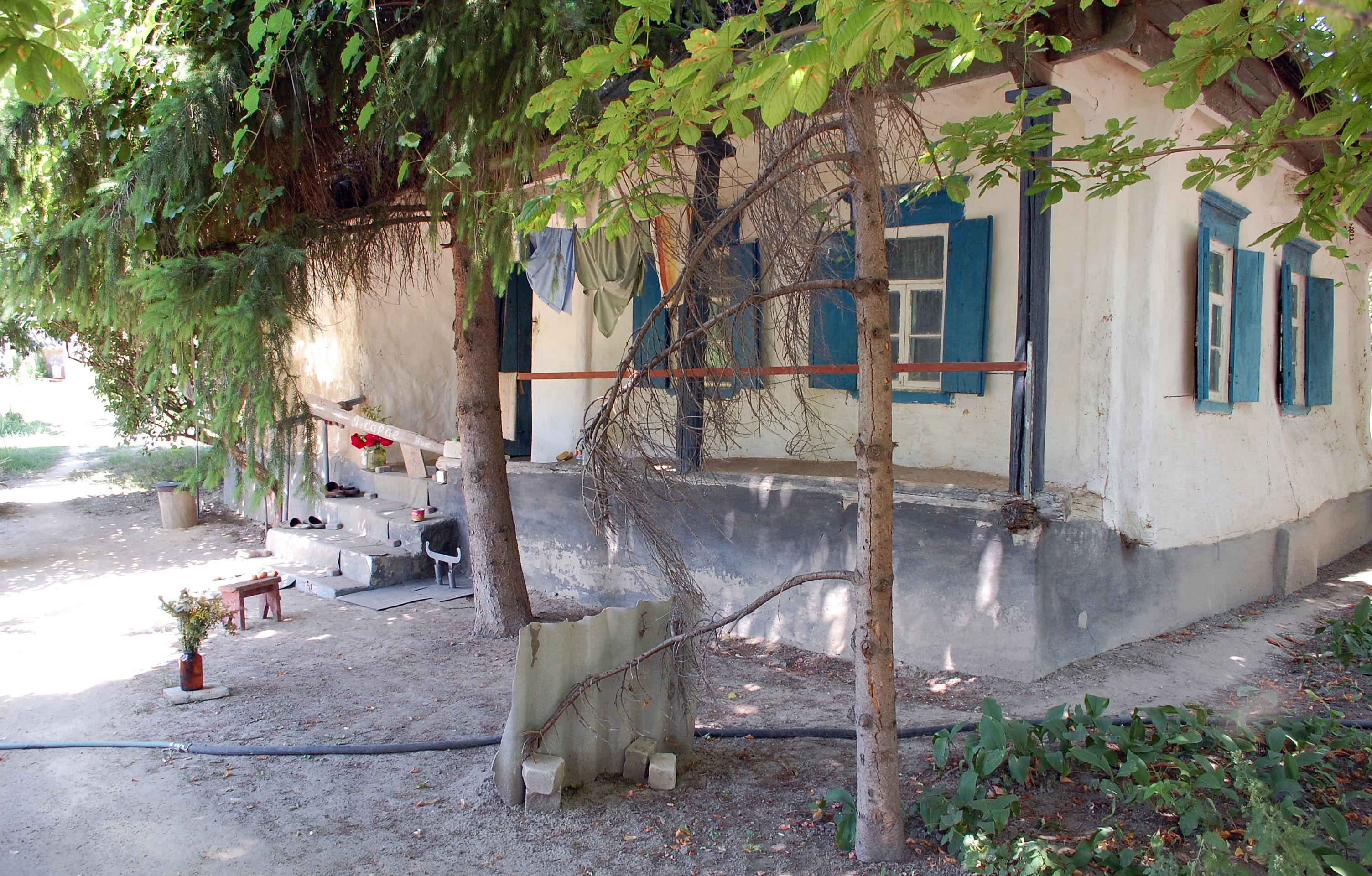
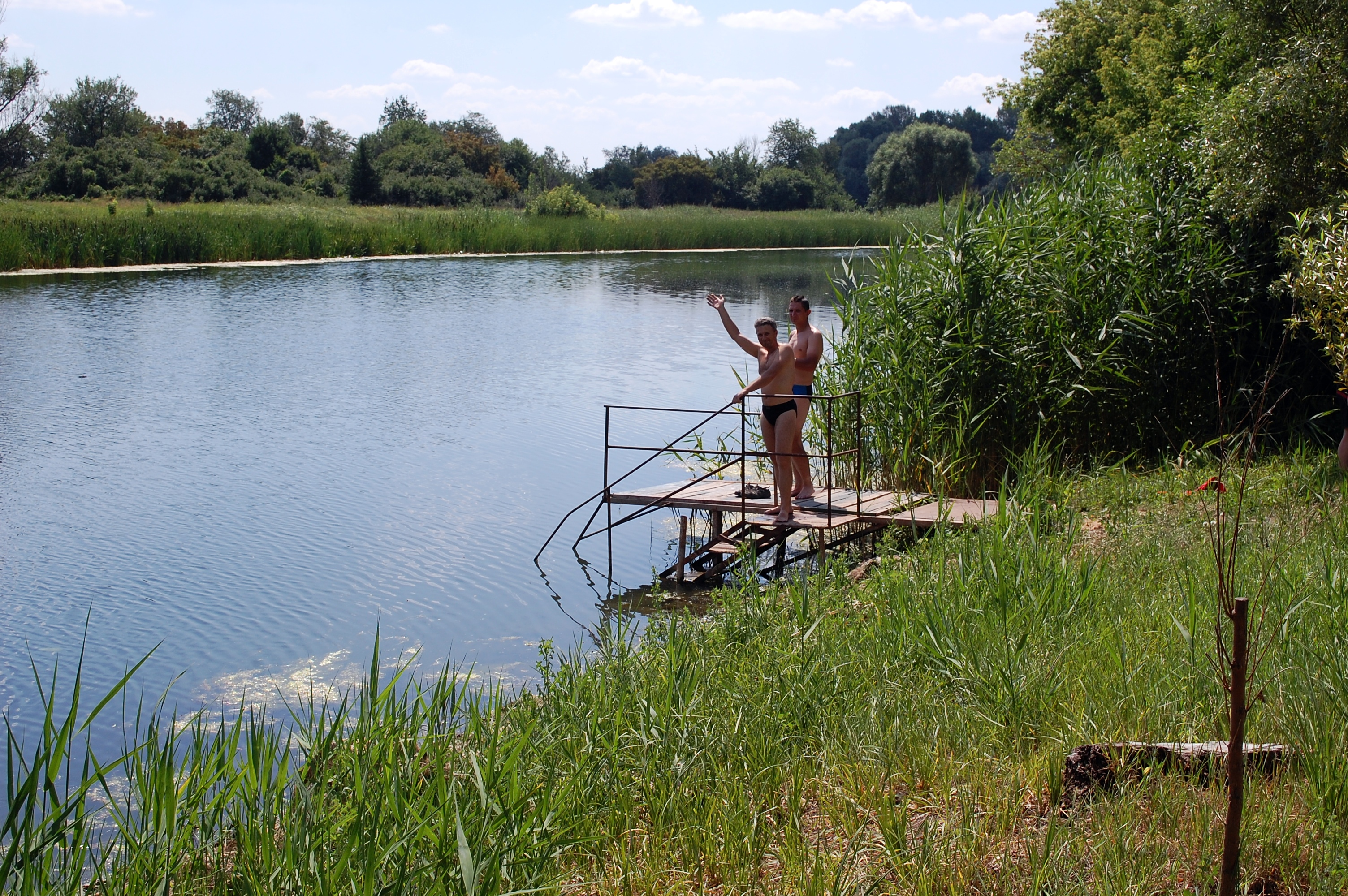
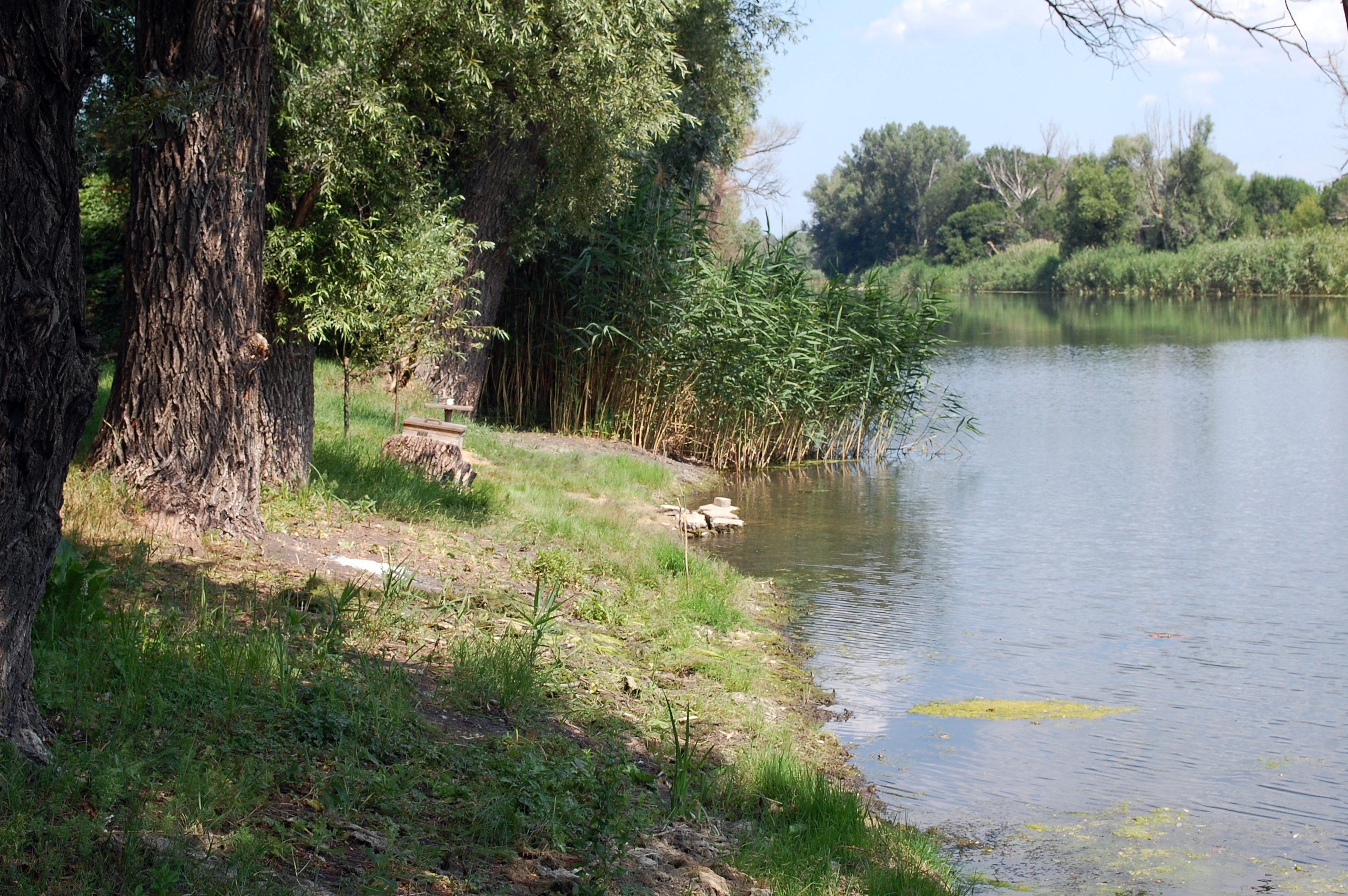
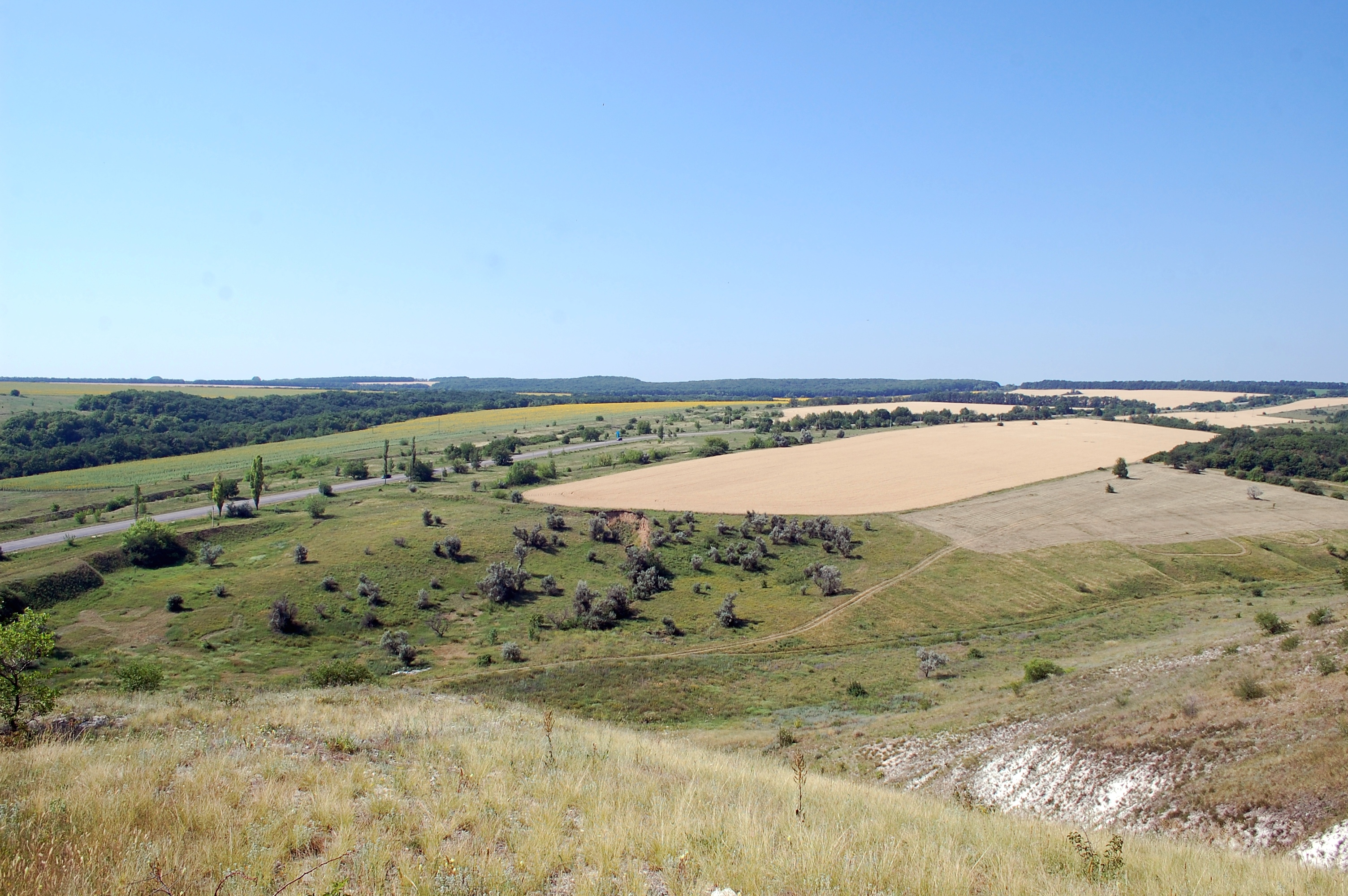
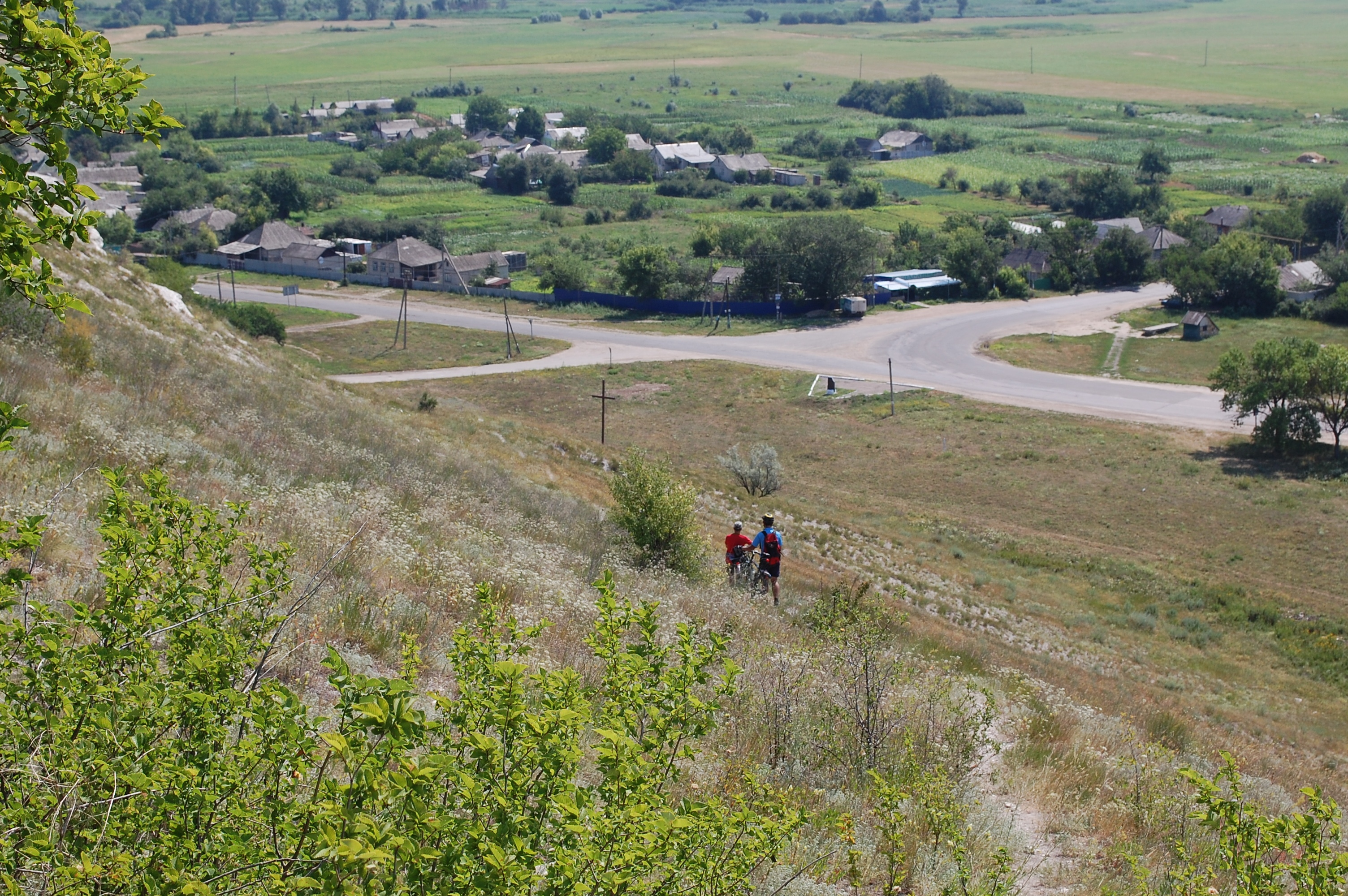
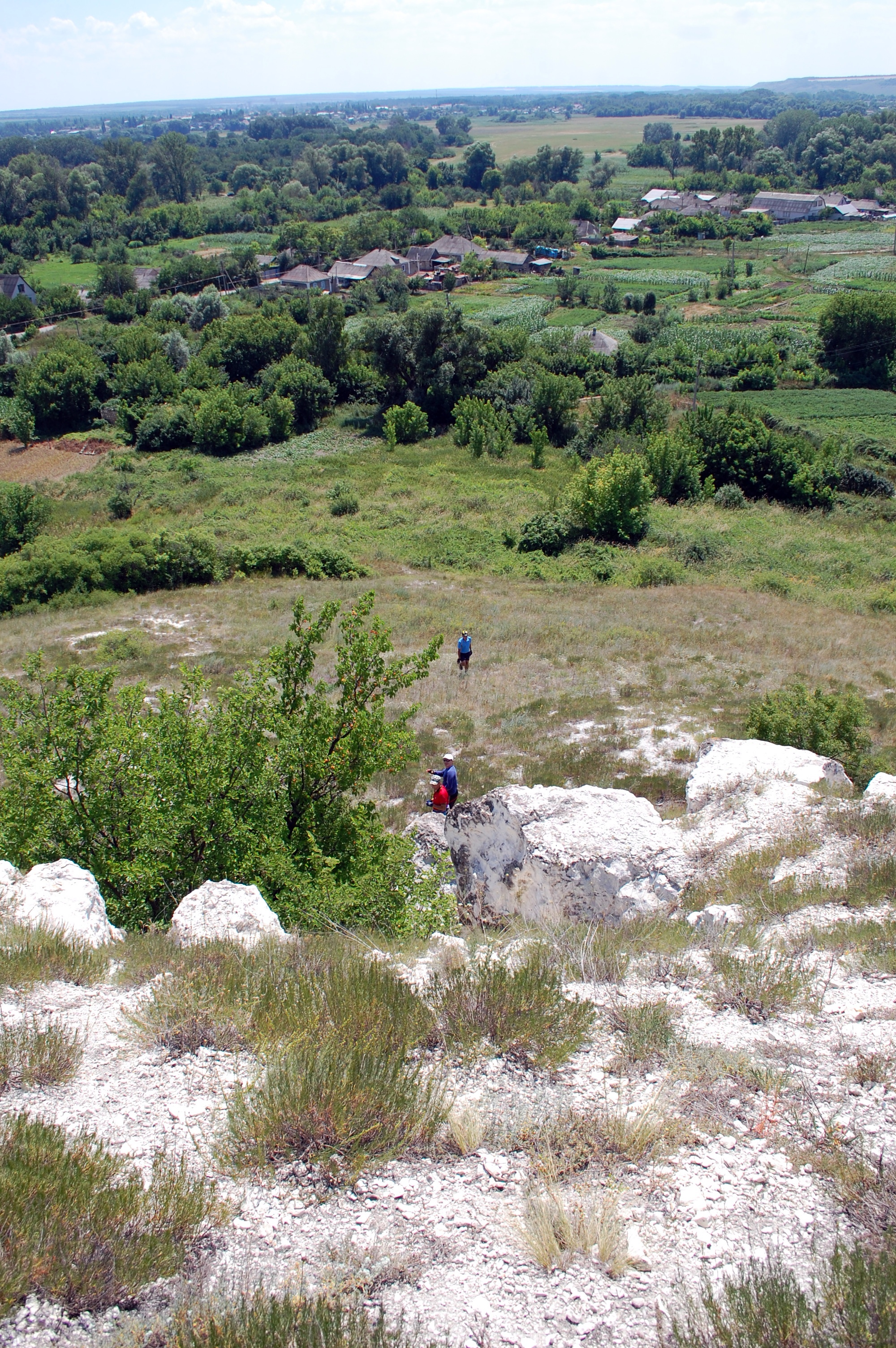